# Ioan Al. Filipescu
Ioan Al. Filipescu (zis Vulpache; n. 1811 – d. august 1863) a fost un boier și dregător din Țara Românească, președintele primului Consiliu de miniștri (de la București) al Principatelor Române, unite după Mica Unire de la 5/24 ianuarie 1859, dar înainte de unirea lor  administrativă.

## Biografie
Este fiul lui Alexandru N. Filipescu, mare ban și logofăt al dreptății.
A făcut studii de drept la Paris.
În timpul domniei lui Barbu Știrbei a fost ministru de externe și logofăt al dreptății.